# Patmos
Patmos (tiếng Hy Lạp: ?) là một khu tự quản ở vùng Nam Egeo, Hy Lạp. Khu tự quản Patmos có diện tích 45 km², dân số theo điều tra ngày 18 tháng 3 năm 2001 là 3053 người.